# فرشاد ماجدی
فرشاد ماجدی (زاده ۲۰ اسفند ۱۳۵۷) بازیکن سابق و مربی فوتبال اهل ایران است. وی برادر کوچک میرشاد ماجدی است و در طول دوران بازی در تیم‌های نوجوانان و جوانان پیام تهران، تیم ملی نوجوانان و تیم ملی جوانان، تیم پاس تهران و مهارت سمنان بازی کرد. در دوران مربیگری خود چهار سال مربی تیم‌های پایهٔ باشگاه پیام تهران بود و بعد از آن در تیم جوانان استقلال نیز مربیگری کرد. سپس مربی تیم ملی جوانان در سال ۱۳۹۴ و سپس در سال ۱۳۹۶ مربی تیم ملی نونهالان ایران شد و بعد از آن در سال ۱۳۹۷ با دعوت زلاتکو کرانچار سرمربی وقت تیم ملی امید در تیم ملی امید ایران مربیگری کرد و به‌عنوان مربی و کمک فرهاد مجیدی در تیم استقلال تهران در سه بازی آخر فصل ۹۸–۱۳۹۷ در لیگ برتر خلیج فارس حضور داشت.
وی هم‌اکنون استعدادیاب باشگاه فوتبال شمس آذر قزوین می‌باشد.

## تیم‌های دوران حرفه‌ای
- تیم نوجوانان پیام
- تیم تجارت نوجوانان
- تیم کشاورز جوانان
- تیم پاس (امید و بزرگسالان) به مدت ۵ سال
- TOT تایلند (لیگ برتر تایلند)

## پایان دوران حرفه‌ای
فرشاد ماجدی به علت ضربه مغزی شدید قادر به ادامهٔ فوتبال خود نشد و پس از آن شروع به گذراندن کلاس‌های مربیگری کرد.

## افتخارات
- آقای گلی با نوجوانان تجارت
- آقای گلی با تیم امیدهای پاس
- آقای گلی با بزرگسالان پاس
- قهرمان آسیایی تاجیکستان با تیم ملی نونهالان
- صعود از مرحلهٔ مقدماتی در المپیک ۹۸ تا ۱۴۰۰
- صعود به مرحلهٔ فینال تایلند